# Pedernales
Reka Pedernales (izvirno angleško: Pedernales River) je pritok reke Kolorado, dolg približno 171 kilometrov, ki teče skozi osrednji Teksas, zvezno državo na jugu ZDA.
Njeno porečje obsega pretežni del območja Edwardsove planote, sama reka pa teče čez t. i. Texas Hill Country od zahoda proti vzhodu, proti mestu Austin. Naziv "Pedernales", ki je bil prvič uporabljen v sredini 18. stoletja, izvira iz španske besede za kremen, ki ga pogosto najdemo na rečnem dnu reke. 

## Opis
Reka izvira na jugovzhodu okrožja Kimble County, približno 40 kilometrov jugovzhodno od mesta Junction. Ob njenem pretežno vzhodnem toku teče skozi okrožje  Gillespie County in mesto Fredericksburg, nato preide v okrožje Blanco County in v njem mesto Johnson City. V reko Kolorado se izlije iz jugozahodne strani, v jezeru Lake Travis, ki leži približno 16 kilometrov zahodno od mesta Austin.
Reka je z območjem  Texas Hill Country tesno povezana, saj je zanj velikega zgodovinskega pomena in tudi geografsko značilna za ta del ZDA. Ob njeni strugi leže mnoge apnenčeve škarpe, teče pa tudi mimo severne strani posestva 36. predsednika Združenih držav, Lyndona B. Johnsona, ki je odrasel v bližnjem mestu Stonewall, nekoliko južno od reke.
Leta 1750 je Fray Benito Fernández de Santa Ana španski vladi predlagal, da ob plemenu Lipan Apache, ki je živelo ob reki, zgradi samostan. Leta 1789 je ob reki potekala bitka med vojaki polkovnika Francisca Xavierja Ugaldeja in skupine območnih staroselcev Lipan Apachejev in Mescalerov. Prvo stalno naselje belcev ob reki je bilo ustanovljeno leta 1846, ko so nemški priseljenci postavili temelje mesta Fredericksburg. Grožnja vpadov plemena Lipan Apache  je do 1880-ih preprečila razcvet mesteca. 
Rezervat Pedernales Falls State Park pokriva območje ob reki vzhodno od mesta Johnson City v okrožju Blanco County. Kot večina rek v osrednjem Teksasu je tudi Pedernales dovzetna za nihajoči vodostaj. Oznaka v rezervatu prikazuje sliko dokaj mirne reke in ob njej sliko silovitega hudournika, ki naj bi bila posneta le nekaj minut po predhodni sliki. Hitrost naraščanja vodnih ujm na tem območju je v rezervatu že povzročila smrtne žrtve, zato so oblasti postavile opozorilne oddajnike zvočnih opozoril v samem rezervatu in drugod po reki. Spodnji tok reke je priljubljeno zahajališče za kajakarje po divjih vodah med obdobjem visokega vodostaja.